# Рецептор интерлейкина 18
Рецептор интерлейкина 18 (CD218) — рецептор интерлейкина из суперсемейства иммуноглобулинов. Гетеродимерный комплекс, состоящий из альфа- и бета-цепи (IL18R1 и IL18RAP).

## В патологии
Уровень экспрессии мРНК рецептора интерлейкина 18 в эндометрии и отношение IL18BP (белка, связывающего интерлейкин 18) к интерлейкину 18 значительно повышен у больных с аденомиозом, подчёркивая роль рецептора в патогенезе заболевания.